# Frederik V van Baden-Durlach
Frederik V van Baden-Durlach (Sulzburg, 6 juli 1594 - Durlach, 8 september 1659) was van 1622 tot 1659 markgraaf van Baden-Durlach. Hij behoorde tot het huis Baden.

## Levensloop
Frederik V was de zoon van markgraaf George Frederik van Baden-Durlach en Juliana Ursula van Salm-Neufville. Hij werd in Sulzburg onderwezen door onder meer superintendent Johann Weininger. Na zijn studies maakte hij in 1613 en 1614 een grand tour door Frankrijk, Engeland en de Republiek der Zeven Verenigde Nederlanden.
In 1622 besliste de Rijkshofraad dat zijn vader het markgraafschap Baden-Baden, dat al sinds 1594 bezet werd door Baden-Durlach, terug moest geven aan Willem van Baden-Baden, de zoon van de vroegere markgraaf Eduard Fortunatus. Uit ontevredenheid hierover besloot George Frederik op 22 april 1622 af te treden als markgraaf van Baden-Durlach, ten voordele van Frederik V. Frederik zou het markgraafschap blijven regeren tot aan zijn dood in 1659.
Nadat zijn vader op 6 mei 1622 de Slag bij Wimpfen had verloren, werd het markgraafschap Baden-Durlach verwoest door de troepen van Johan t'Serclaes van Tilly. Hierbij werden Durlach en andere beschermde steden platgebrand of meerdere keren geplunderd. Omdat zijn vader tegen het Heilige Roomse Rijk had gevochten, werd Frederik V pas in 1627 onder strenge voorwaarden in zijn gebieden herbevestigd. Het volk leed ook veel gedurende deze periode. Zo brak in 1648 de pest uit, waarbij een groot deel van de bevolking stierf. Ook werd de protestanse Frederik V gedurende de Dertigjarige Oorlog afgezet door keizer Ferdinand II, waarna het markgraafschap Baden-Durlach naar het katholieke markgraafschap Baden-Baden. Hierdoor trok Frederik V zich tot het einde van de oorlog in 1648 terug uit de politiek.
In 1632 werd Frederik V door prins Lodewijk I van Anhalt-Köthen toegelaten in diens Vruchtbrengersgemeenschap. De gemeenschap gaf Frederik als bijnaam de Bloedverwant, als motto de druif en als embleem de druifhyacint.
Om het Restitutie-edict van 1629 tegen te werken, sloot Frederik V een bondgenootschap met koning Gustaaf II Adolf van Zweden en na de Slag bij Nördlingen hernieuwde hij in 1635 zijn alliantie met Zweden en Frankrijk. Als gevolg hierdoor werd Frederik V in 1640 uitgesloten van de amnestie die door de Rijksdag aangeboden werd.
Op de vredesonderhandelingen in Münster die in 1648 uiteindelijk zouden leiden tot de vrede van Westfalen werd Frederik V vertegenwoordigd door zijn raadsman, drost Johann Georg von Merkelbach uit Badenweiler. Het markgraafschap Baden-Durlach viel terug in handen van Frederik V, maar niet het markgraafschap Baden-Baden. In 1650 keerde Frederik definitief terug naar Durlach en wijdde zichzelf aan zijn studies. In 1654 ratificeerde hij een nieuw burgerlijk wetboek, dat zijn vader in 1622 had laten opstellen. 
Op 8 september 1659 stierf hij op 65-jarige leeftijd in het kasteel Karlsburg in Durlach. 

## Huwelijken en nakomelingen
Op 21 december 1616 huwde Frederik V met Barbara van Württemberg (1593-1627), dochter van hertog Frederik I van Württemberg. Ze kregen volgende kinderen:
- Frederik VI (1617-1677), markgraaf van Baden-Durlach
- Sibylla (1618-1623)
- Karel Magnus (1621-1658)
- Barbara (1622-1639)
- Johanna (1623-1661), huwde in 1640 met de Zweedse opperbevelhebber Johan Banér en daarna in 1648 met graaf Hendrik van Thurn
- Frederika (1625-1645)
- Christina (1626-1627)

Op 8 oktober 1627, negen maanden na de dood van zijn eerste vrouw, hertrouwde hij met Eleonora van Solms-Laubach (1605-1633), de dochter van graaf Albert Otto Albrecht I van Solms-Laubach. Ze kregen volgende kinderen:
- Anna Philippina (1629), overleed enkele maanden na de geboorte
- Eleonora (1630), doodgeboren
- Bernhard Gustaaf (1631-1677), majoor-generaal in het Zweedse leger en na zijn bekering tot het katholicisme prins-abt van Kempten, abt van de abdij van Fulda en kardinaal van Santa Susanna

Na de dood van zijn tweede vrouw huwde Frederik V op 21 januari 1634 met Maria Elisabeth van Waldeck-Eisenberg (1608-1643), dochter van graaf Wolraad IV van Waldeck-Eisenberg. Hun huwelijk bleef kinderloos. 
Op 13 februari 1644 huwde Frederik met zijn vierde echtgenote, Anna Maria van Hohen-Geroldseck (1593-1649), weduwe van graaf Frederik I van Solms-Laubach en dochter van graaf Jacob van Hohen-Geroldseck. Ook dit huwelijk bleef kinderloos.
Na de dood van zijn vierde vrouw trad hij op 20 mei 1650 voor de vijfde en laatste maal in het huwelijk met Eusebia Elisabeth van Fürstenberg (overleden in 1676), dochter van graaf Christoffel II van Fürstenberg. Dit huwelijk bleef eveneens kinderloos.